# Promethei Terra
Promethei Terra és una formació geològica de tipus terra a la superfície de Mart, localitzada amb el sistema de coordenades planetocèntriques a -26.71 latitud N i 129.3 ° longitud E, que fa 3.244,3 km de diàmetre. El nom va ser aprovat per la UAI l'any 1979 i fa referència a una característica d'albedo.